# Dienerella schueppeli
Dienerella schueppeli is een keversoort uit de familie schimmelkevers (Latridiidae). De wetenschappelijke naam van de soort werd in 1880 gepubliceerd door Edmund Reitter.